# 佩纳菲耶尔 (葡萄牙堂区)
佩纳菲耶尔是葡萄牙波尔图区的一个堂区。总面积5.11平方公里，总人口7883人，人口密度1542.7人/平方公里。